# 朔方刺史部
朔方刺史部，西汉时设置十三刺史部之一。
元朔二年（前127年）置，州治在朔方縣（今内蒙古自治区鄂尔多斯市杭錦旗北）。东汉建武十一年（45年），省朔方刺史部入并州刺史部。

## 行政區劃
【北地郡】治馬領（今甘肅慶陽）
轄縣：馬領，鬱郅，略畔道，義渠道，直路，泥陽，鶉孤，大要，弋居，歸德，富平，廉縣，靈武，方渠。
【上郡】治膚施（今陝西榆林魚河堡）
轄縣：膚施，獨樂，陽周，平都，高奴，定陽，雕陰，漆垣，奢延，龜茲，白土，高望，楨林，平都，襄洛，淺水，雕陰道。
【西河郡】治平定（今內蒙古準噶爾旗西南）
轄縣：平定，谷羅，廣衍，富昌，圜陰，圜陽，鴻門，臨水，皋狼，藺縣，隰城，離石，中陽，土軍，平周，陰山，虎猛，大成，增山。
【五原郡】治九原（今內蒙古包頭達拉特西北）
轄縣：九原，臨沃，稒陽，武都，曼柏，南輿，河陰，宜梁，成宜，西安陽，河目，五原。
【朔方郡】治朔方（今內蒙古烏拉特旗南部）
轄縣：朔方，渠搜，呼遒，修都，廣牧，臨河，沃野，臨戎，三封，窳渾。 

## 历任刺史
- 翟方进（汉成帝阳朔年间）
- 萧育（汉成帝中叶）
- 平当（汉成帝中叶）[1]